# Hạnh phúc máu
Hạnh phúc máu là một bộ phim tâm lý - giật gân kết hợp với kinh dị của Việt Nam và cũng là dự án điện ảnh đầu tay của Dược sĩ Tiến, do anh và diễn viên trẻ Phạm Huỳnh Hữu Tài đồng sản xuất. Bộ phim có chủ đề xoay quanh các dạng bùa ngải, thuật chú,.. trong văn hóa phương Đông. Bộ phim có sự quy tụ của nhiều diễn viên nổi tiếng và gạo cội trong làng điện ảnh như NSND Kim Xuân, NSƯT Lê Thiện, NSƯT Công Ninh, NS Kim Huyền, Dược sĩ Tiến, Phạm Huỳnh Hữu Tài,... Bộ phim cũng đã đánh dấu sự trở lại khá lâu của NSND Kim Xuân ở lĩnh vực điện ảnh.
Bộ phim được khởi chiếu tại Việt Nam vào ngày 25 tháng 11 năm 2022.

## Sơ lược
Bộ phim kể về bi kịch của dòng họ Vương Đình, nơi người chủ gia đình thường dùng những bùa ngải ma thuật để không chế các thành viên. Người mẹ vì lề thói gia trưởng mà trọng nam khinh nữ, sẵn sàng vì con trai mà không từ thủ đoạn nào. Dù phải trả giá cho những hành động của mình, dằn vặt do tội lỗi mình gây ra, nhưng ẩn sâu vẫn là tình mẫu tử thiêng liêng, thương yêu con vô điều kiện của người mẹ…

## Diễn viên
- NSND Kim Xuân
- NSƯT Lê Thiện
- NSƯT Công Ninh
- NS   Kim Huyền
- Dược Sĩ Tiến
- Phạm Huỳnh Hữu Tài

## Sản xuất

### Phát triển
Tờ báo Thanh Niên thông tin, đây có thể xem là một dự án lớn về kinh phí mà Dược sĩ Tiến đã mạnh tay đầu tư để mang đến khán giả một bộ phim ấn tượng cả về câu chuyện lẫn phần hình ảnh, bối cảnh, âm nhạc… Bối cảnh Vương Đình Uyển – khu vườn của Vương Đình Gia trong phim cũng đã được cải tạo lại bởi đoàn phim.

### Âm nhạc
Vào cùng ngày 16 tháng 11 thì một chuỗi 15 MV giới thiệu cho bộ phim đã được ra mắt, quy tụ bởi những nghệ sĩ khác nhau cũng như được phối khí khác nhau nhằm quảng bá cho bộ phim. Ca khúc được sử dụng chung là "Hạnh phúc máu". 15 video âm nhạc của 16 nghệ sĩ gồm có Erik, Đức Phúc, Ali Hoàng Dương, Hoàng Tôn, Nam Anh - Nam Em, Hoàng Thùy, Giang Hồng Ngọc, Nhâm Phương Nam, Tùng Dương, Thu Minh, Võ Hạ Trâm, Thảo Trang, Ngọc Mai, Hồ Trung Dũng và Hồ Quỳnh Hương; trong đó video âm nhạc của Trần Thu Hà dược đề cử tại giải thưởng Cống hiến.

## Đánh giá
Mai Nhật của tờ báo VnExpress đã cho rằng tạo bất ngờ ở khâu kịch bản nhưng thể hiện của một số diễn viên bị lên gân, mang chất kịch nói. Nhà báo này cũng nhận định, "nhiều khán giả bật cười trước cảnh nhân vật Vĩnh An đề nghị mẹ báo công an khi phát hiện án mạng vì cách thoại còn ngô nghê". Bộ phim được độc giả VnExpress đánh giá trung bình ở mức 4,5/10.
ZingNews đã đánh giá bộ phim ở mức 6,5/10 và chê cách xây dựng tâm lý nhân vật và diễn xuất của diễn viên. Tuy nhiên, tờ báo này vẫn kể ra những điểm sáng mà tác phẩm mang lại. Đối với nhận định của nhà báo Anh Vũ tờ báo Thế giới điện ảnh, anh cho rằng bộ phim tạm được và đánh giá 6,7/10. Anh Vũ đã gọi "[ý tưởng bộ phim] vốn dĩ đã rất tốt và đường dây câu chuyện khá rõ ràng, mỗi nhân vật một đất diễn riêng, nhưng do cách dựng phim chưa hợp lý, bỏ quên những thủ pháp đơn giản mà sa đà vào những cách thể hiện phức tạp".
Tương tự, Minh Nhật của tờ Tiền Phong có nhắc đến diễn xuất tệ và ca ngợi phần kịch bản, "Phần kịch bản được đầu tư nhưng còn mắc những lỗi không đáng có. Phim còn đi theo mô-típ cũ, sử dụng nhiều tình tiết quen thuộc trong các tác phẩm cùng dòng". Tờ báo Phụ nữ còn gọi đây là "Phim kinh dị nhưng gây cười".